# Министър
Министърът е член на правителството, т.е. на изпълнителната власт (кабинета) на дадена държава и е едноличен орган със специална компетентност, подпомаган от администрация. Съпругата на министъра се нарича министерша.
Министърът ръководи и координира определен ресор от публичната администрация.
Избира се от парламента в страните с парламентарно управление или се назначава от президента в президентските републики.

## Историческа справка
В Древния Рим министрите, за разлика от магистратите, са били слуги на народа (суверена).
През Средновековието министериал (на латински: ministerium – служба, длъжност) са се наричали служителите на краля или на едрите феодали.

## Произход
Думата етимологически произлиза от латински и означава служител (в смисъл на обслужител), съответно първи служител на държавата.
В някои страни (например САЩ, Канада, Хонконг, Филипините) се използва вместо това секретар (от лат. служещ с административна дейност) или държавен секретар.
Министър без портфейл се нарича правителствен министър без специфични отговорности.
В страните от Близкия изток се използва персийската дума везир (т.е. носач, помагач; втория човек в държавата).